# Liste der Museen im Kreis Herford
Die Liste der Museen im Kreis Herford beinhaltet Museen, die unter anderem Kunst, Kultur und Naturgeschichte vorstellen.

## Liste der Museen
| Bezeichnung                                               | Ort          | Bemerkungen | Bild          |
| --------------------------------------------------------- | ------------ | --- | ------------- |
| Museum Bünde                                              | Bünde        | Das Museum Bünde ist ein Museumsverbund und umfasst das Kreisheimatmuseum, das Deutsche Tabak- und Zigarrenmuseum und das Dobergmuseum.                                                      |               |
| Deutsches Tabak- und Zigarrenmuseum                       | Bünde        | |               |
| Dobergmuseum                                              | Bünde        | |               |
| Widukindmuseum                                            | Enger        | |               |
| Gerbereimuseum Enger                                      | Enger        | Das Museum befindet sich im Firmengebäude der ehemaligen Gerberei Sasse. Derzeit wegen Bauarbeiten geschlossen (Mai 2025)                                                                    |               |
| Kleinbahn-Museum                                          | Enger        | geöffnet nur jeden 1. Sonntag im Monat 15.00–17.00 Uhr (Mai bis Oktober) |               |
| Fahrzeugausstellung des MSC Herford                       | Herford      | geöffnet nur jeden 1. Sonntag im Monat 10.00–13.00 Uhr |               |
| Marta Herford                                             | Herford      | |               |
| Daniel-Pöppelmann-Haus                                    | Herford      | |               |
| Gedenk-, Dokumentations- und Begegnungsstätte Zellentrakt | Herford      | Befindet sich in den Kellergewölben des Herforder Rathaus. |               |
| Museum der Stadt Löhne                                    | Löhne        | |               |
| Mühlenmuseum Kemena                                       | Löhne        | Keine regelmäßigen Öffnungszeiten, jährlich finden 3 festliche Mühlentage statt | Link zum Foto |
| Fachwerkensemble Rürupsmühle                              | Löhne        | nur unregelmäßig geöffnet, an geöffneten Samstagen finden ab 14:00 Uhr Führungen statt |               |
| Werburg-Museum Spenge                                     | Spenge       | Das Museum befindet sich im Herrenhaus des Gebäudeensembles von Haus Werburg |               |
| Heimatmuseum Haus Malz                                    | Vlotho       | Keine regelmäßigen Öffnungszeiten, Besichtigung nur nach Voranmeldung, z. Zt. (2025) geschlossen                                                                                             |               |
| Heimatmuseum Vlotho                                       | Vlotho       | Das heutige Heimatmuseum befindet sich im vierten Stock der ehemaligen Zigarrenfabrik Schöning, die heute als »Kulturfabrik« bekannt ist, in der u. a. auch die Stadtbücherei zu finden ist. |               |
| Hammerschmiede Gnuse                                      | Vlotho       | Im Ortsteil Valdorf. Keine regelmäßigen Öffnungszeiten. |               |
| Windmühle Exter                                           | Vlotho       | Im Ortsteil Exter. Keine regelmäßigen Öffnungszeiten. |               |
| Schlittensammlung des Horst-August Bollweg                | Rödinghausen | Die Sammlung befindet sich in Gebäuden von Gut Böckel. Keine regelmäßigen Öffnungszeiten. |               |
| Bauernbad Rehmerloh                                       | Kirchlengern | Im Ortsteil Rehmerloh. Keine regelmäßigen Öffnungszeiten. |               |
| Feuerwehrmuseum Kirchlengern                              | Kirchlengern | Im Ortsteil Häver. Am ersten und letzten Sonntag im Monat geöffnet. |               |
| Holzhandwerksmuseum                                       | Hiddenhausen | Das Museum befindet sich in zwei als Zehntscheunen erbauten Fachwerkhäusern, die zur Gutsanlage von Haus Hiddenhausen gehören                                                                |               |
| Museumsschule                                             | Hiddenhausen | geöffnet nur ein- oder zweimal im Monat sonntags von 14 bis 17 Uhr (April bis Oktober) |               |